# Église chrétienne palmarienne des Carmélites de la Sainte-Face
L'Église chrétienne palmarienne des Carmélites de la Sainte-Face ou Église chrétienne palmarienne (en espagnol : Iglesia Cristiana Palmariana de los Carmelitas de la Santa Faz ou  Iglesia cristiana palmariana) est une secte issue d'un schisme avec l'Église catholique romaine ; elle est fondée en 1978 par Clemente Domínguez y Gómez. Son siège est établi à El Palmar de Troya en Espagne. Elle compte quelques milliers de fidèles. L'Église palmarienne est réputée pour ses nombreuses cérémonies fastueuses[réf. nécessaire], ses scandales récurrents et est soupçonnée de dérives sectaires (interdiction de fréquenter des non palmariens, ou pour les jeunes garçons interdiction de fréquenter des jeunes filles etc.),. L'Église palmarienne n'est pas reconnue par l'Église catholique, en raison notamment de ses déviances et pour ses nombreux scandales qui fusent à la tête de son institution, comme la suspicion de pratiques occultes. L'Église palmarienne s'isole de la communauté chrétienne après avoir établi sa propre traduction de la Bible. Certains la qualifient de secte.

## Histoire
Quelques années après son excommunication (il avait été ordonné évêque illicitement en 1976 par Pierre Martin Ngo Dinh Thuc), Clemente Domínguez y Gómez se proclame pape sous le nom de Grégoire XVII le 6 août 1978, à la mort du pape romain Paul VI fondant ainsi une Église schismatique. Pour asseoir la validité de son auto-proclamation, Clemente Domínguez y Gómez s'appuie sur des apparitions de la Vierge Marie à El Palmar de Troya, apparitions qui n'ont jamais été reconnues. Son pontificat, aussi long que celui du pape Jean-Paul II, fut ponctué de nombreux scandales. Accusé de détournements de fonds, de pédophilie et de relations sexuelles avec des religieux et religieuses, il se reconnaît lui-même coupable de ces faits quelques années avant sa mort, le 21 mars 2005. Le père Isidoro María, nom religieux de Manuel Alonso Corral lui succède sous le nom de Pierre II. Il avait été secrétaire d'État de l’Église palmarienne durant tout le pontificat de Grégoire XVII. Ce dernier l'avait désigné le 24 octobre 2000 comme son successeur, selon des textes officiels de l'Église palmarienne. Il meurt le 15 juillet 2011. Son successeur et ancien secrétaire d'État Sergio Maria, né à Puebla de Mula (Murcie), est élu par « conclave » et exerce son ministère sous le nom de Grégoire XVIII,.
En 1988, l'Église est reconnue par les autorités espagnoles.
En avril 2016, le pape Grégoire XVIII quitte l'Église, affirmant avoir « perdu la foi », pour vivre une relation amoureuse. Il est destitué par les autorités de l'Église, son départ fera scandale, il est soupçonné d'avoir emporté avec lui de nombreux biens, comme la somme de 2 000 000 d'euros, une voiture de type BMW X6 ainsi que quelques bijoux et ornements.[réf. nécessaire] Il déclare ultérieurement que « depuis le début, tout était un montage » et dénonce dans la presse les faits de viols, vols, sexualité avec des mineurs, blanchiment d'argent, tentatives de suicides... au sein de l'Église palmarienne. Il affirme également que de nombreuses armes sont cachées dans le sanctuaire en prévision d'une « grande conquête » palmarienne allant jusqu'à Moscou.
Son successeur et ancien secrétaire Markus Odermatt lui succède sous le nom de Pierre III ; il qualifie son prédécesseur de menteur et d’« escroc vicieux », affirmant que sa place est en enfer, comme certains papes scandaleux. Peu de temps après sa nomination, Pierre III annonce que son couronnement aura lieu dans le faste et le luxe de la basilique d'El Palmar de Troya, devant une assemblée de plus en plus clairsemée, lasse des scandales récurrents et de l'emprise sociale, financière et juridique que l'Église exerce sur ses fidèles. Sous le « pontificat » de Pierre III, l'Église palmarienne acquiert un peu plus de visibilité (site Internet) et revendique toutefois ne pas communiquer avec les médias dans la mesure où ceux-ci ont une attitude négative à son égard.[réf. nécessaire]

## Caractéristiques
Il est difficile d'obtenir des informations fiables et vérifiées sur l'Église palmarienne, selon des études religieuses du chercheur Jean-François Mayer, en effet, celle-ci ne communique pas. On sait peu de chose sur ce qui se passe à l'intérieur de ce groupe. Selon le journal espagnol ABC, l'Église palmarienne se comporte très discrètement et agit dans le secret, le journaliste Alberto Flores définit celle-ci comme étant adepte de l'occultisme.
L'Union nationale des associations de défense des familles et de l'individu victimes de sectes considère qu'il s'agit d'un « mouvement pseudo-catholique ultraconservateur », ayant comme saints Adolf Hitler ou Francisco Franco. Un psychologue spécialisé qui a rencontré des anciens membres note qu'ils ont subi de « graves préjudices psychologiques ».
Entre autres innovations, l'Église palmarienne respecte un nouveau calendrier, confirmé par Pierre III, dans lequel par exemple la Semaine Sainte commence toujours le 20 mars, si bien que le jour de Pâques est le 27 mars, que ce soit un dimanche ou non.

## Papes de l’Église palmarienne

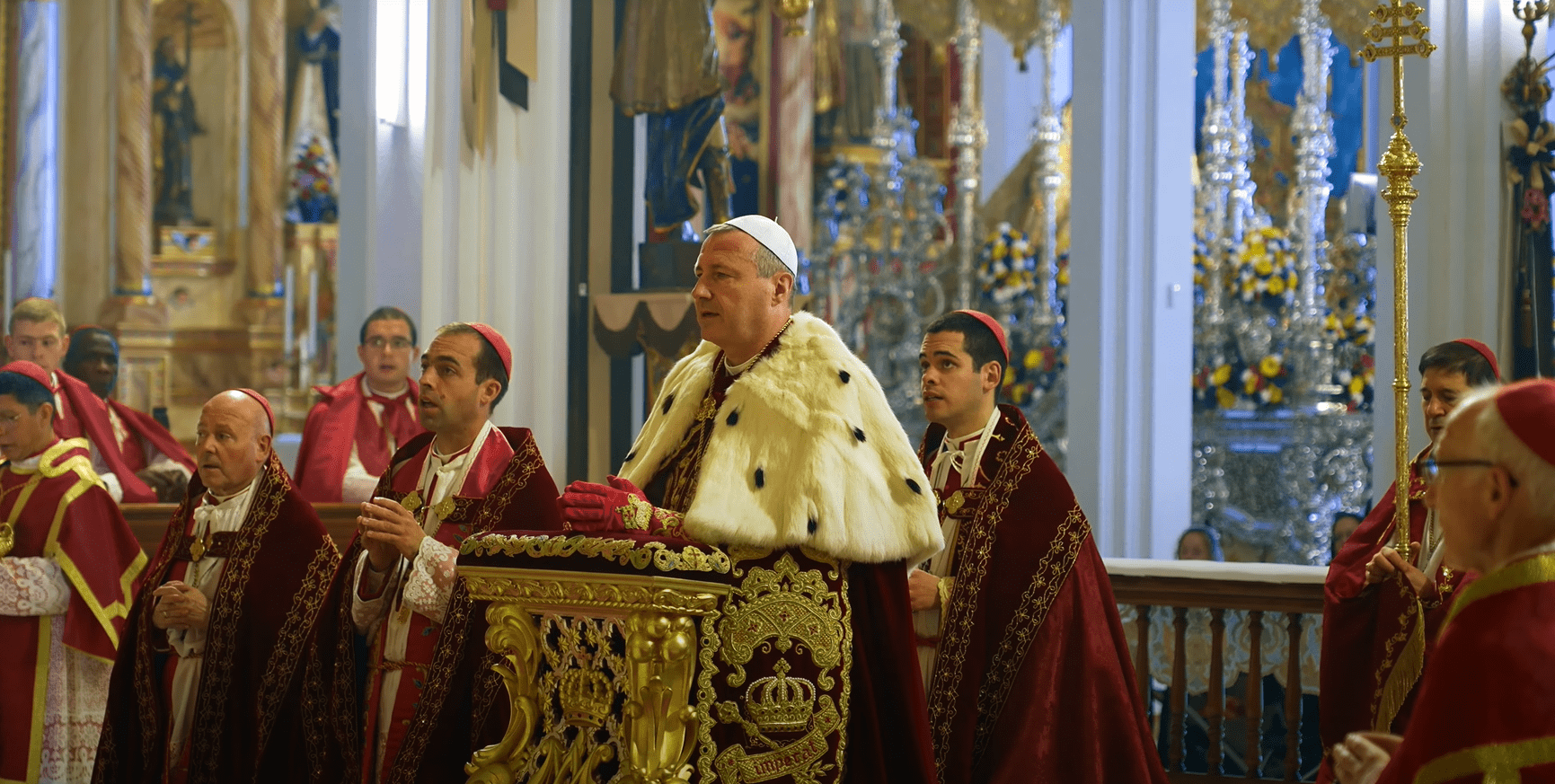
Messe pontificale - Pape Pierre III.

L’Église palmarienne reconnaît la lignée des pontifes romains jusqu'au pape Paul VI. Ses successeurs (Jean-Paul Ier, Jean-Paul II, Benoît XVI, François et Léon XIV) sont d'après eux des apostats ayant « renié le véritable christianisme et le pape légitime », affirmant ainsi que Grégoire XVII est le successeur légitime de Paul VI. La succession apostolique s'effectue par nomination, le pape en fonction nomme son successeur qui est généralement son secrétaire d’État. Cependant, la tradition s'est rompue au décès de Pierre II, un « conclave » a eu lieu pour l'élection de son successeur, Grégoire XVIII, ; Pierre III, quant à lui, fut nommé par son prédécesseur.
| Nom pontifical | Nom de naissance                        | Pontificat | Notes |
| -------------- | --------------------------------------- | --- | --- |
| Grégoire XVII  | Clemente Domínguez y Gómez              | 15 août 1978 – 22 mars 2005 (26 ans) En opposition aux papes : Jean-Paul Ier (33 jours) et Jean-Paul II (26 ans) | Il s’autoproclame pape à la mort de Paul VI. Fondateur de l'Église palmarienne en 1978, son long « pontificat » a été marqué par de nombreux scandales. Lui, ses successeurs et son institution n'ont jamais été reconnus par l'Église catholique romaine. Il se reconnaîtra coupable d'attouchements sexuels sur mineur, sur religieux et religieuses et de détournement de fonds vers la fin de son "pontificat". Il sera canonisé par son successeur sous le nom de "Saint Grégoire XVII, le Très Grand".[réf. nécessaire] |
| Pierre II      | Manuel Alonso Corral                    | 22 mars 2005 – 15 juillet 2011 (6 ans) En opposition aux papes : Jean-Paul II (26 ans) et Benoît XVI (7 ans)     | Nommé par son prédécesseur, il appelle les fidèles de l'Église à rompre avec la société et à vivre selon les normes de l'Église. Il sera canonisé par son successeur.[réf. nécessaire] |
| Grégoire XVIII | Sergio María Jesús Hernández y Martínez | 15 juillet 2011 - 22 avril 2016 (5 ans) En opposition aux papes : Benoît XVI (7 ans) et François (12 ans)        | Il est jusqu'à ce jour le seul « pape » de l'Église palmarienne à avoir été élu par un conclave,. Il institue quelques réformes au sein de l'Église. Il est contraint de quitter le siège de l'Église palmarienne, accusé d'apostasie pour avoir fréquenté une femme durant son pontificat. Le « pape » quittera ses fonctions en emportant illégalement avec lui une forte somme appartenant aux hautes instances de l’Église, plus de 2 000 000 €, de même que de nombreux autres biens, notamment une voiture BMW X6, des bijoux et des ornements. Après sa destitution, il décide de se marier tout en restant fidèle à l'Église palmarienne et à son nouveau « pape ». Ce dernier le qualifiera de « menteur » et « d'escroc vicieux ».[réf. nécessaire] |
| Pierre III     | Markus Joseph Odermatt                  | depuis le 23 avril 2016 En opposition au pape : François (12 ans) et Léon XIV (pontificat en cours)              | En accord avec les lois de l’Église palmarienne, et tout comme ses prédécesseurs, Markus Joseph Odermatt a été nommé par son prédécesseur. Joseph Odermatt, d'origine suisse, est le premier « pape » non espagnol depuis la fondation de l’armée Église palmarienne en 1978. Il fustige l'assouplissement de certaines règles, qui ont eu lieu sous le « pontificat » de son prédécesseur, comme l'autorisation de fumer. Il regrette le manque de prêtres et la baisse importante du nombre de fidèles.[réf. nécessaire] |

## Saints
L'Église palmarienne a déclaré saints[réf. nécessaire] :
- Francisco Franco[14],[15],[16]
- Luis Carrero Blanco
- José Antonio Primo de Rivera
- Josemaría Escrivá de Balaguer
- José Calvo Sotelo
- Francisco Jiménez de Cisneros
- Pélage le Conquérant
- Christophe Colomb
- Trois cent mille martyrs de la Guerre Civile
- Plusieurs papes jusqu'à Paul VI inclus
- Grégoire XVII
- Pierre II

## Dans la fiction
L'Église palmarienne est au cœur de l'action du roman Origine de Dan Brown publié en 2017. Selon Jean-François Mayer « la mention d'un groupe réellement existant dans un œuvre de fiction à gros tirage suscite la curiosité et conduit des lecteurs à vouloir en savoir plus ».